# Мичурина (Запорожская область)
Мичурина (укр. Мічуріна) — село, Днепровский сельский совет, Каменско-Днепровский район, Запорожская область, Украина.
Код КОАТУУ — 2322484602. Население по переписи 2001 года составляло 53 человека.

## Географическое положение
Село Мичурина находится на левом берегу Каховского водохранилища (Днепр),
выше по течению на расстоянии в 6,5 км расположено село Примерное,
ниже по течению на расстоянии в 2 км расположено село Водяное.
Вокруг села несколько ирригационных каналов.

## История
- 1929 год — дата основания.

## Экология
- В 1-м км от села находится залив Водянский Ковш, который используется как охладительный водоем Запорожской АЭС.
- В 2-х км расположена Запорожская АЭС.